# Mystères (émission de télévision)
 (janvier 2020).
Si vous disposez d'ouvrages ou d'articles de référence ou si vous connaissez des sites web de qualité traitant du thème abordé ici, merci de compléter l'article en donnant les références utiles à sa vérifiabilité et en les liant à la section « Notes et références ».
Mystères est une émission de télévision française adaptée du format américain Unsolved Mysteries, diffusée sur TF1 entre le 8 juillet 1992 et le 27 mai 1994 et présentée par Alexandre Baloud,.

## Historique
Mystères, est l'adaptation de Unsolved Mysteries, émission américaine s'intéressant aux disparitions jamais élucidées et aux phénomènes inexpliqués créé par John Cosgrove et Terry-Dunn Meurer, présentée par Robert Stack,  et diffusée du 20 janvier 1987 sur NBC au 27 avril 2010 sur Spike TV. Le format américain traite d'une thématique peu exploitée à l’époque, ce qui lui  permet d'obtenir un certain succès d’audiences.
Le programme français, quant à lui, ne garde que la partie paranormale du programme, les disparitions jamais élucidées étant déjà traitées par l'émission Perdu de vue. Une version québécoise de Unsolved Mysteries, intitulée Dossiers mystère et animée par Jean Coutu, est présentée sur le réseau Télévision Quatre-Saisons au début des années 1990.
En France, les audiences baissent rapidement et l'émission n'est programmée que durant deux ans, entre 1992 et 1994.
Contacté par le comité de la direction des programmes et fictions de TF1 durant l'été 1991, Alexandre Baloud accepte d'assurer l'animation d'une émission traitant du paranormal, Auparavant directeur de l'information sur M6, Alexandre Baloud avait traité de sujets dits sérieux durant toute sa carrière, Toutefois, il accepte de porter le projet de l'émission Mystères, et d'en devenir l'animateur, avançant comme arguments sa volonté d'approfondir le sujet avec de plus grandes investigations et d'en relever les éventuels tabous, car de son histoire, la télévision française était encore vierge d'un tel type d'émissions. 
Alexandre Baloud finit par rencontrer une grosse déception : trouver des sujets d'investigations français devient de plus en plus difficile, et dans les dossiers étudiés et proposés, rares sont ceux relevant du paranormal. Un grand nombre de dossiers farfelus sont proposés, comme d'autres, tout aussi peu sérieux. Finalement, les sujets traités ne sont pas tous français. Au fil des saisons et des émissions, les reportages issus de l'émission-mère aux États-Unis sont de plus en plus nombreux, avec d'autres, essentiellement britanniques ou canadiens.
De plus, Alexandre Baloud espère aborder de très nombreux cas uniquement français, mais, à sa grande surprise, les sujets vont se compter sur les doigts d'une main. Les puristes ou fans de paranormal évoquent la « peur du ridicule », et estiment que de nombreux témoins refusent de se manifester sous la pression sociale, redoutant notamment l'éventualité de perdre leur emploi. Cependant, Alexandre Baloud, objectif, propose une analyse différente de cet échec.
Pour Alexandre Baloud, l'émission se met à tourner en rond et, rapidement, l'animateur et journaliste chevronné se trouve en quête de sens. En outre, la question se pose sur la nature de sa présence à cette émission, quand les sujets proviennent de plus en plus des États-Unis, alors que son souhait initial avait été de proposer des sujets hexagonaux. Il va adhérer progressivement à l'idée que tout s'expliquait scientifiquement, qu'il n'y avait pas grand-chose à découvrir, finalement, et comprendre que l'univers du paranormal était une porte ouverte à toutes sortes de dérives, avec un grand nombre de charlatans. Finalement, avec un grand regret, il décide au printemps 1994 de jeter l'éponge, et l'émission n'est pas reconduite pour la saison 1994-1995, ni par la suite. Aux États-Unis, l'émission similaire continue jusqu'en 2002. Bien des années plus tard, Alexandre Baloud salue l'esprit cartésien du public français, et explique que l'expérience méritait d'être tentée, même si celle-ci reste pour lui une grande déception tant professionnelle que personnelle.
Lors d'une interview donnée au magazine suisse Aktuelle Woche, en avril 2016, Alexandre Baloud explique qu'avec les multiples témoignages qui se manifestent sur Internet depuis 2000, l'émission Mystères avait manqué une dizaine d'années, où de bons témoignages auraient pu être exploités en allant plus loin, pour enfin non seulement trouver des sujets français, mais aussi donner une audience nouvelle au paranormal. Alexandre Baloud affirme regretter de ne pas avoir présenté l'émission Mystères en 2016, plutôt qu'entre 1992 et 1994.

## Concept
Le programme diffuse des reportages, composés d'explications et de témoignages, entrecoupés par des reconstitutions souvent interprétée par les victimes des phénomènes. Après le visionnage du reportage, un débat est organisé sur le plateau (ayant pour décor un temple de pierre avec un bassin en son centre). Durant la partie débat, les intervenants donnent leurs propres explications avec parfois des expériences afin de prouver la justification rationnelle au paranormal.

## Listes des émissions et des reportages
- Émission no 1 : 8 juillet 1992[a]

1. La maison qui saigne
2. Le saint sarcophage d'Arles-sur-Tech
3. Sauvé par le pendule
4. Le fantôme de la belle Lucie : le fantôme du Château de Veauce

- Émission no 2 : 12 octobre 1992[b]

1. L'OVNI de Trans-en-Provence
2. La vie après la vie : Expérience de mort imminente
3. Le trésor de Rennes-le-Château
4. Marthe Robin

- Émission no 3 : 23 novembre 1992[c]

1. Le 65e miracle de Lourdes
2. Les messages d'Isabelle : Écriture automatique
3. Le mystère du ki
4. L'Île de Pâques
5. La maison qui saigne (Rediffusion de l'émission no 1)

- Émission no 4 : 21 décembre 1992[d]

1. Le mystère de la maison hantée de Normandie : Les pommes volantes
2. La voyance
3. Maud Kristen, voyante
4. Le monstre du Loch Ness
5. Le mystère de Glozel
6. Le fantôme de la belle Lucie : le fantôme du Château de Veauce (Rediffusion de l'émission no 1)

- Émission no 5 : 21 janvier 1993[e]

1. Le mauvais œil
2. Yvonne Aimée[4]
3. Le mystère Andréa (it)
4. L'affaire Roswell
5. Sauvé par le pendule (Rediffusion de l'émission no 1)

- Émission no 6 : 15 février 1993[f]

1. Peur en la demeure : La petite fille aux yeux exorbités
2. La force de l'amour
3. Angélique : Vie antérieure en Angleterre
4. Bigfoot
5. Le saint sarcophage d'Arles-sur-Tech (Rediffusion de l'émission no 1)

- Émission no 7 : 29 mars 1993[g]

1. La vallée d'Hessdalen
2. Voyage astral
3. Voix d'outre-tombe
4. La voyance en héritage
5. Le trésor de Rennes-le-Château (Rediffusion de l'émission no 2)

- Émission no 8 : 30 avril 1993[h]

1. Maléfice
2. Hypnose (Expérience réalisée sur le plateau, avec le public et les téléspectateurs)
3. Nuit de novembre (vague d'OVNI)
4. La transcommunication
5. Le visage de Mars

- Émission no 9 : 28 mai 1993[i]

1. Le chat Zouma
2. Chien d'épileptique
3. Luce Grimaud, voyante
4. La forêt de Brocéliande
5. Combustion spontanée : l'affaire d'Uruffe
6. La vie après la vie : Expérience de mort imminente (Rediffusion de l'émission no 2)

- Émission no 10 : 24 juin 1993[j]

1. La maison qui n'oublie pas : Histoire du comédien Patrick Burgel relatant son expérience de maison hantée
2. Le bijou maudit
3. Les dents du diable
4. Le Triangle des Bermudes
5. L'OVNI de Trans-en-Provence (Rediffusion de l'émission no 2)

- Émission no 11 : 17 septembre 1993[k]

1. Le trésor de Rommel
2. La révolutionnaire : Vie antérieure en France
3. Les démons de Carmen
4. Edgar Cayce
5. Marthe Robin (Rediffusion de l'émission no 2)

- Émission no 12 : 15 octobre 1993[l]

1. Une femme disparaît
2. La secte de Waco au Texas
3. Une étrange compagnie
4. Vague d'OVNI sur la Belgique
5. L'ange gardien : Expérience de mort imminente
6. Le 65e miracle de Lourdes (Rediffusion de l'émission no 3)

- Émission no 13 : 12 novembre 1993[m]

1. La légende de la Dame blanche
2. La boxeuse et le curé
3. Madame R. : Miraculée comme Marthe Robin
4. L'Abbaye de Mortemer
5. Les messages d'Isabelle : Écriture automatique (Rediffusion de l'émission no 3)

- Émission no 14 : 10 décembre 1993[n]

1. Le cas du Dr X
2. L'OVNI de Falcon Lake
3. Jack l'Éventreur
4. Le 3e secret de Fatima

- Émission no 15 : 14 janvier 1994[o]
Les différents reportages de cette émission étaient séparés par des prédictions pour l'année 1994 faites tour à tour par une voyante, un numérologue et un astrologue.

1. Ces dauphins qui nous sourient
2. Padre Pio
3. Alain Guillo
4. Dialogue avec l'au-delà : Écriture automatique

- Émission no 16 : 4 février 1994[p]

1. Mains nues dans l'huile bouillante (Expérience réalisée sur le plateau)
2. Le fantôme d'Assan Diana
3. Bentwaters : OVNI et base militaire anglaise
4. Moto en aveugle (Expérience réalisée dans Paris)
5. Le secret des alchimistes

- Émission no 17 : 11 mars 1994[q]

1. Jeanne Frétel
2. Au clair de la Lune
3. Contre-expertise Moto en aveugle (à la suite de l'expérience de l'émission précédente)
4. Le vampire d'Highgate
5. Le mystère de la maison hantée de Normandie : Les pommes volantes (Rediffusion de l'émission no 4)
6. Les prophéties de Nostradamus

- Émission no 18 : 8 avril 1994[r]

1. Par amour pour toi : La cryogénie
2. Les souvenirs du château
3. Le garçon qui faisait la pluie
4. L'être venu de l'au-delà
5. Combustion spontanée (Rediffusion de l'émission no 9)

- Émission no 19 : 13 mai 1994[s]

1. La réincarnation
2. Enlèvement de Travis Walton par des extraterrestres
3. La transcommunication instrumentale
4. Le miracle de Noël
5. Le bijou maudit (Rediffusion de l'émission no 10)

- Émission no 20 : 27 mai 1994[t]

1. Les jumeaux
2. Voyance providentielle
3. Le sanatorium hanté
4. Tina Resch (en)
5. La maison qui n'oublie pas (Rediffusion de l'émission no 10)

### Le Journal de l'étrange
Après les émissions 8 à 16, Mystères est suivi du Journal de l'étrange.

## Analyses et critiques
Il est reproché à cette émission de donner foi à de simples superstitions, voire à des charlatans, et d'entretenir le flou ou le silence sur les données scientifiques pouvant exister.
L'émission perd subitement de sa crédibilité, y compris auprès de ses fans, en diffusant un reportage « extraordinaire » montrant un motard roulant dans Paris avec un bandeau sur les yeux. Ce reportage est en effet interprété par les amateurs de l'émission comme un tarissement de l'imagination des concepteurs, le phénomène présenté n'ayant aucun caractère surnaturel. De plus, une contre-expertise filmée a lieu (voir ici), démontrant ainsi que le motard, Jean-Marie Laforgue, a abusé l'équipe de l'émission : en effet, il est testé avec les yeux complètement recouverts, ne lui laissant aucune chance de tricher. Après avoir roulé à peine quelques mètres, il percuta un Renault Espace à l'arrêt. À la suite de cette contre-expertise, Alexandre Baloud promet que l'émission allait redoubler de vigilance à l'avenir, et par conséquent de ne plus cautionner Monsieur Laforgue,.
L'équipe de l'émission elle-même reconnaît dans les interviews que l'émission « mélange le vrai et le faux ».
Régulièrement; des scientifiques tentent d'apporter des explications rationnelles aux phénomènes décrits durant l'émission.
Un constat culturel s'observe à propos du public de l'émission : contrairement aux pays anglo-saxons, réceptifs à aborder ou voir des sujets sur le paranormal, le public français se montre moins enthousiaste, réticent ou sceptique (voire cartésien).

## Émissions dérivées ou analogues
Après la disparition de l'émission, d'autres émissions dans le même genre apparaissent à la télévision.

### La Soirée de l'étrange
De 2005 à 2010, TF1 diffuse La Soirée de l'étrange, une émission présentée par Christophe Dechavanne et Patrice Carmouze. Cette émission est considérée comme étant la plus proche de Mystères. Elle diffuse des reportages semblables à ceux de Mystères avec également des témoignages, des reconstitutions et des explications. Des images d'archives de l'émission Mystères y sont également utilisées. L'émission propose aussi des expériences au public ou à des célébrités présentes sur le plateau.

### Autres émissions
En 1995, deux émissions veulent prendre la place de Mystères : Le 3e Œil, puis L'Odyssée de l'étrange (en 1995-1996), présentée par Jacques Pradel.  
Entre 2002 et 2003, M6 reprend le concept de cette émission avec son magazine Normal, Paranormal, animé par Stéphane Rotenberg, mais avec plus de recul.
Depuis 2006, TF1 diffuse Les 30 Histoires les plus mystérieuses, une émission présentée par Carole Rousseau et Jacques Legros. Cette émission propose des sujets dans la même veine que l'émission Mystères en les classant de la moins mystérieuse à la plus mystérieuse mais sans reconstitution ni véritables débats.
En octobre 2008, Direct 8 propose La Grande Soirée du paranormal, une émission dans laquelle Damien Hammouchi revient sur les phénomènes extraordinaires comme la médiumnité, les connexions avec l'au-delà ou les guérisseurs. De façon sérieuse, l'émission, qui existe encore un mercredi sur deux en septembre 2009, confronte les témoignages et expériences pour aller au fond de chaque sujet.
Puis en 2012, l'émission Faut-il y croire regroupe les thèmes : ovnis, extra-terrestres, fantômes, paranormal, vampires, loups-garous…